# Hendrik Ludolf Wichers (1747-1840)
Pour les articles homonymes, voir Wichers.
Hendrik Ludolf Wichers, né le 10 février 1747 à Groningue et mort le 13 mai 1840 à Groningue, est un juriste, haut fonctionnaire et homme politique néerlandais des Provinces-Unies, du royaume de Hollande et du royaume uni des Pays-Bas, qui a aussi été préfet du Premier empire français. 

## Biographie
Hendrik est le fils de Arend Ludolf Wichers, bourgmestre de Groningue. Il étudie le droit romain et le droit commun à l'école supérieure de Groningue et défend en 1767 (à vingt ans) une petite thèse : moralitate Juramentorum et en 1770 sa thèse de docteur des deux droits : De Principio Juris Cogendi. Il s'inscrit avocat à Groningue, et se consacre parallèlement à la recherche historique du droit commun. En 1777 il publie une étude sur les travaux de Hugo Grotius Lex hominum communis secundum mentem Hugonis Grotii proposia et explicata.
Entre 1777 et 1795 il occupe plusieurs postes administratives et politiques : membre du conseil de la ville de Groningue, membre du conseil général de la province de Groningue, et député aux États généraux des Provinces-Unies sous Guillaume V d'Orange-Nassau, ainsi que membre de la Cour de Justice et membre du Conseil de l'Académie de Groningue. Il publie en 1794 Verklaring van het Tractaat van de Reductie der Stadt Groningen aan de Unie van Utrecht (fr:Explication du Traité du Ralliement de la ville de Groningue à l'Union d'Utrecht), traité qui est à la base de la fondation des Provinces-Unies en 1581.  
Par la Révolution française de 1795 il perd sous la République batave ses fonctions publiques. 
Toutefois, en 1802, encore pendant la République batave, il reprend une fonction publique, cette fois au conseil des finances de Groningue, d'abord comme membre, puis comme trésorier général. En 1805, sous le gouvernement batave du grand-pensionnaire Rutger Jan Schimmelpenninck, il est nommé membre du Conseil d'État, poste qu'il conserve sous le roi Louis-Napoléon dans le royaume de Hollande. En 1807, Louis-Napoléon le nomme Landdrost du « département de la ville et la terre de Groningue ». Après l'annexation par le Premier empire français en 1810, le département devient l’Ems-Occidental et le landdrost devient préfet.  
Le 13 mars 1813 Wichers est révoqué comme préfet de l'Ems-Occidental et remplacé par le Français Claude-Auguste Petit de Beauverger. 
Après la révolution de 1813 et la fondation du royaume uni des Pays-Bas, il est nommé membre du Conseil d'État par le roi Guillaume Ier. En 1820, tout en conservant le rang et le titre du conseiller d’État, il prend sa retraite et retourne à Groningue, où il reste jusqu'à sa mort à 93 ans.

## Famille
Hendrik s'est marié le 28 april 1771 avec Arendina Bertling, le couple aura 7 enfants. 
Hendrik est le grand-père de son homonyme Hendrik Ludolf Wichers (1800-1853)|, ministre de justice aux Pays-Bas du 4 juin 1849 au 1 novembr 1849.

## Honneurs
- Chevalier de l'ordre de l'Union, le 1er janvier 1807
- Baron de l'Empire, 7 septembre 1811
- Chevalier de l'ordre de la Réunion, le 7 mars 1812
- Jonkheer (titre néerlandais), 27 decembre 1817
- La H.L. Wichersstraat (rue H.L. Wichers) à Groningue porte son nom.

## Héraldique
| Blason à dessiner | Héraldique napoléonienne : Écartelé : au 1er, d’azur à trois oranges au naturel, tigées et feuillées de sinople ; au 2e, des barons préfets ; au 3e, de sable à trois étoiles à six rais d’or ; au 4e, d’argent à trois trèfles de sinople. Le « des barons préfets » est de gueules à la muraille crénelée d’argent, surmontée d’une branche de chêne du même. |

|  | Hendrik Ludolf Wichers (1747-1840) possède des armoiries dont l'origine et le blasonnement exact ne sont pas disponibles. |